# 桑植县人民政府
29°25′12″N 110°12′41″E / 29.419884°N 110.211378°E
桑植县人民政府（简称桑植县政府）是中华人民共和国湖南省张家界市桑植县的行政管理机关。现任县长是梁高武，2021年7月上任。

## 沿革
1949年10月，中国人民解放军第四野战军141师423团在湖南省澧县、石门县相继召开会议，决策部署解放桑植县、永顺区的战役，10月16日击败国民党军队，下午进驻桑植县县城。:7611月22日，经中国共产党湘西区委员会批准，“桑植县临时人民政府”成立，贺锦章出任县长。:77
1950年1月，桑植县划归湖南省永顺区行政办事处领导，2月改为新成立的永顺专署领导，3月30日，经中南军政委员会批准，“桑植县人民政府”成立，马效云出任县长。:771952年8月，永顺专署取消，湖南省人民政府委托由湘西苗族自治区人民政府代管，1954年3月，“湘西苗族自治区”改为“湘西苗族自治州”，仍然代管桑植县。:771955年4月，桑植县第一届人民代表大会第三次会议决定，“桑植县人民委员会”成立。:77
1966年9月，文化大革命爆发后，县人民政府机构瘫痪，1968年3月20日，“桑植县革命委员会”成立，代行政府职能。:77
1980年12月，桑植县第八届人民代表大会第一次会议决定，撤销“桑植县革命委员会”，恢复“桑植县人民政府”。:77

## 历任县长
| 姓名   | 就任日期       | 卸任日期      | 备注                  |
| ------ | -------------- | ------------- | --------------------- |
| 贺锦章 | 1949年11月22日 | 1950年3月30日 | :77                   |
| 马效云 | 1950年3月30日  |               | :77                   |
| 何其雄 | 1999年7月      | 2005年5月     |                       |
| 刘泽友 | 2005年12月     | 2007年9月     | 2005年6月起任代理县长 |
| 刘卫兵 | 2007年11月     | 2013年4月     | [ 2 ]                 |
| 赵云海 | 2013年4月      | 2022年1月     | [ 3 ]                 |
| 梁高武 | 2021年7月      |               | [ 4 ]                 |